# Medaile Za obranu Kavkazu
Medaile Za obranu Kavkazu (rusky: Медаль «За оборону Кавказа») byla sovětská vojenská medaile založená roku 1944. Udílena byla sovětským vojákům i civilistům, kteří se přímo podíleli na obraně Kavkazu během druhé světové války. 

## Historie
Medaile byla založena dekretem prezidia Nejvyššího sovětu Sovětského svazu O zřízení Medaile „Za obranu Kavkazu“ ze dne 1. května 1944. Do konce druhé světové války byl status medaile několikrát upravován. Stalo se tak 16. května 1944, 2. června 1944, 5. června 1944, 10. března 1945 a 15. března 1945. Naposled byla medaile reformována dekretem Nejvyššího sovětu Sovětského svazu č. 2523-X ze dne 18. července 1980.

## Pravidla udílení
Medaile byla udílena příslušníkům Rudé armády, sovětského námořnictva a NKVD jakož i civilistům, kteří se přímo zapojili do obranných bojů na Kavkazu. Udílení cen bylo prováděno jménem Nejvyššího sovětu SSSR na základě dokladů potvrzujících skutečnou účast jedince na obraně Kavkazu. Pro udělení medaile se považovalo za rozhodné zapojení do bojů v období od července 1942 do října 1943. Civilistům mohla být udělena i za jejich účast na stavbě obranných linií a opevnění, která byla realizována od roku 1941. Pokud byl dotyčný během bojů zraněn nebo si vysloužil jiné vyznamenání za své zásluhy v boji, byla takovému jedinci Medaile Za obranu Kavkazu udělena automaticky bez ohledu na dobu strávenou na bojišti.
Medaile se nosí nalevo na hrudi spolu s dalšími vyznamenáními. Medaile Za obranu Kavkazu se v přítomnosti dalších sovětských medailí nosí za Medailí Za obranu Kyjeva. Pokud se nosí s vyznamenáními Ruské federace, pak mají ruská vyznamenání přednost.
Do roku 1985 bylo uděleno přibližně 870 000 těchto medailí.

## Popis medaile
Medaile kulatého tvaru o průměru 32 mm je vyrobena z mosazi. Na přední straně je vyobrazen Elbrus, který je nejvyšší horou Kavkazu. Na úpatí hory jsou znázorněny těžební ropné plošiny a skupina tanků s obrněným transportérem vezoucím vojáky. Nad vrcholem hory přelétají bojové letouny. V horní části je v půlkruhu nápis v cyrilici ЗА ОБОРОНУ КАВКАЗА (za obranu Kavkazu). Vnější okraj medaile je lemován rostlinným motivem s vyobrazením květin a vinných hroznů. Motiv je v horní části přerušen pěticípou hvězdou. Ve spodní části je rostlinný pás přerušen nápisem v cyrilici СССР (SSSR), jehož písmena jsou rozdělena na dvojice symbolem srpu a kladiva. Na zadní straně je na třech řádcích nápis v cyrilici ЗА НАШУ СОВЕТСКУЮ РОДИНУ (za naši sovětskou vlast). Nad nápisem je srp a kladivo.
Medaile je připojena pomocí jednoduchého kroužku ke kovové destičce ve tvaru pětiúhelníku potažené hedvábnou stuhou z moaré. Stuha široká 24 mm je olivově zelená uprostřed se dvěma bílými proužky širokými 2 mm, které jsou od sebe odděleny proužkem olivové barvy o stejné šířce. Bílé proužky jsou při vnitřním okraji lemovány červeně a při vnějším okraji modře. Na obou koncích stuhy jsou modré proužky široké 2,5 mm.

Autorem návrhu medaile je výtvarník Nikolaj Ivanovič Moskaljev.

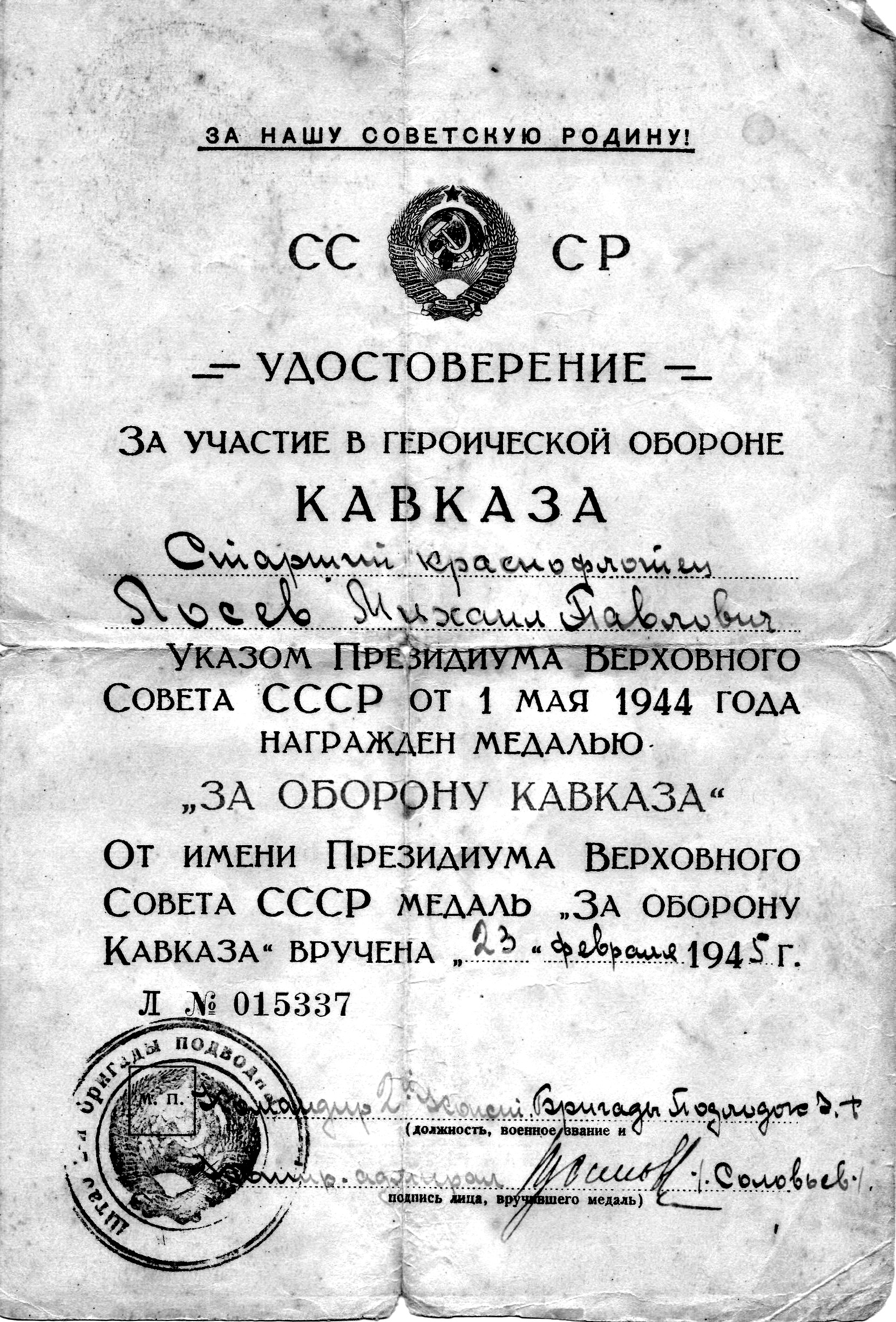
Osvědčení o udělení Medaile Za obranu Kavkazu
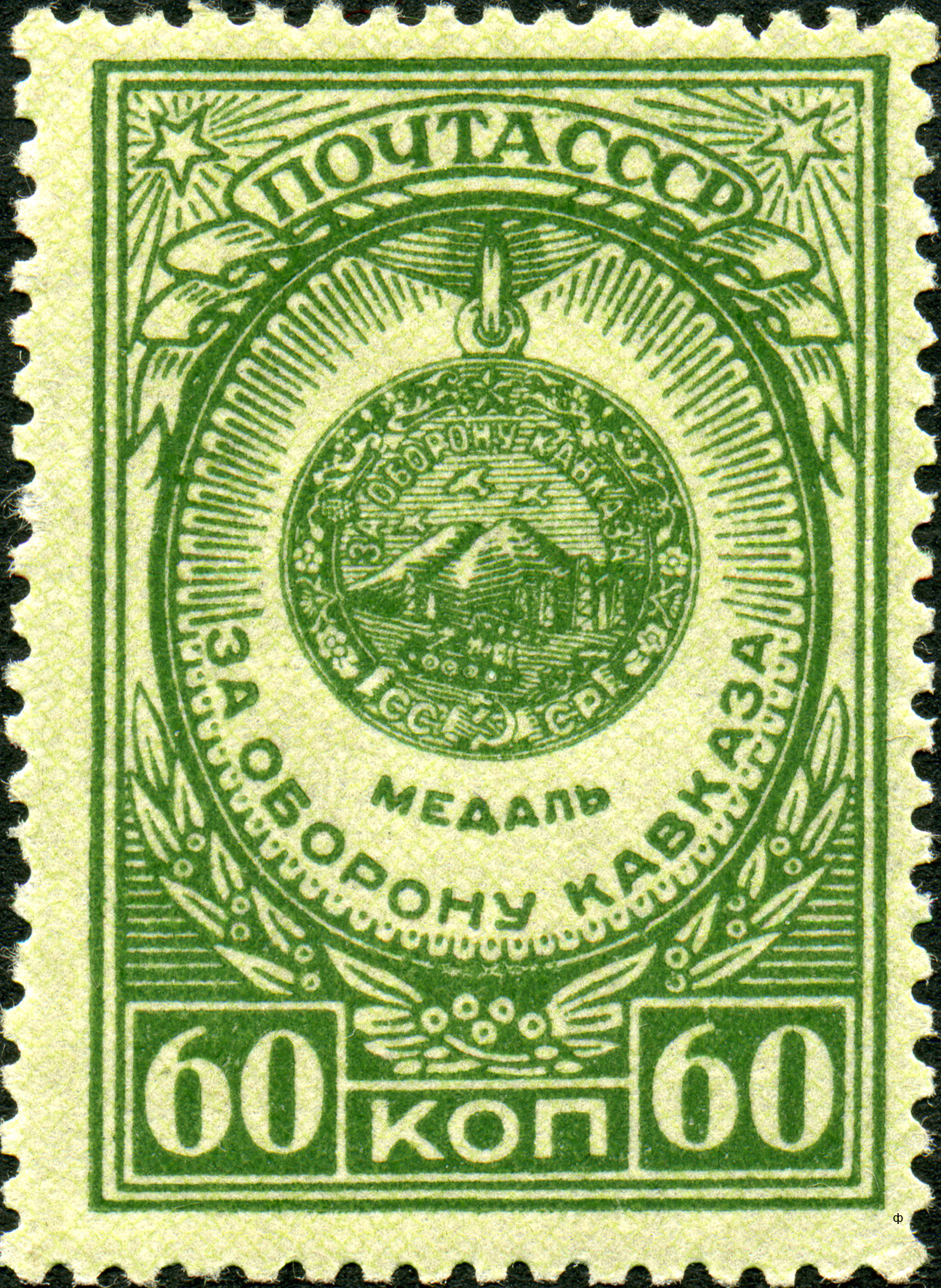
Sovětská poštovní známka s vyobrazením Medaile Za obranu Kavkazu
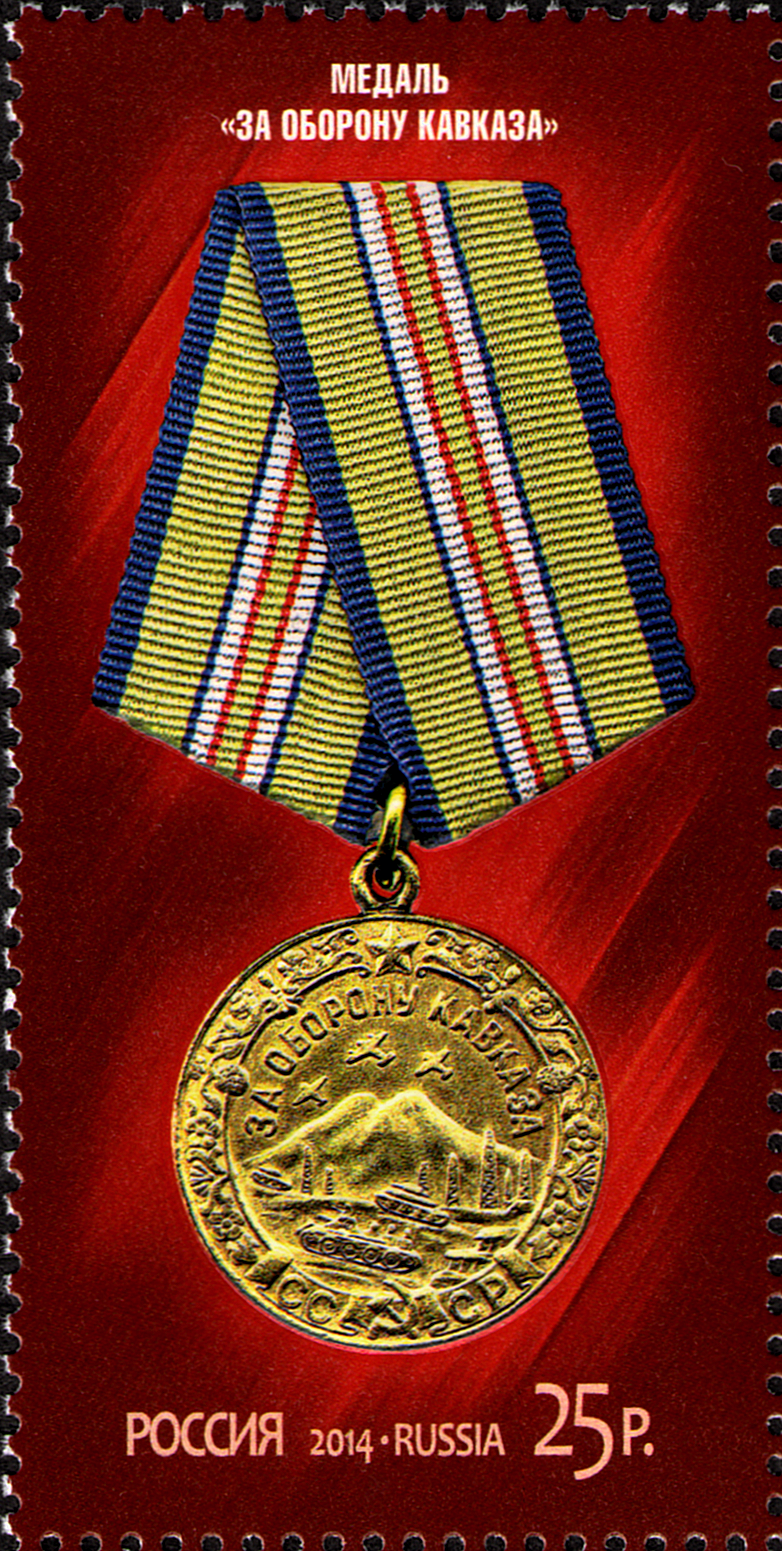
Ruská poštovní známka z roku 2014 s vyobrazením Medaile Za obranu Kavkazu